# Paramount Streaming
Paramount Streaming (anteriormente CBS Digital Media Group, CBS Interactive, después ViacomCBS Streaming) es una división estadounidense propiedad de Paramount Skydance Corporation. Consiste en redes de contenido en línea que ofrecen información y entretenimiento. Sus sitios web cubren noticias, deportes, entretenimiento, tecnología y negocios. En marzo de 2011 se nombró a Jim Lanzone presidente de la compañía.
Paramount Streaming se coordina con CBS Network Sales para unificar las operaciones de ventas publicitarias, así como la televisión de la Corporación, deportes y grupos de noticias, que están involucrados en el desarrollo de los programas.
En Europa esta plataforma de vídeo bajo demanda se llama SkyShowtime, propiedad de Paramount Global y Comcast.

## Historia
El 30 de mayo de 2007, CBS Interactive adquirió Last.fm for 140 millones de libras.
El 30 de junio de 2008, CNET Networks fue adquirida por CBS y sus activos se fusionaron en CBS Interactive, incluidos Metacritic, GameSpot, TV.com y MovieTome.
El 15 de marzo de 2012, se anunció que CBS Interactive adquiría el sitio web de videojuegos Giant Bomb y el de comic book Comic Vine de Whiskey Media, que vendió el resto de sus sitios web a BermanBraun. Este hecho marcó el regreso del periodista de videojuegos, Jeff Gerstmann a la división de sitios web de videojuegos de CBS interactive, que incluye GameSpot y GameFAQs, con lo que Gerstmann volvió a trabajar directamente con algunos de sus excompañeros en GameSpot en el mismo edificio de la sede de CBS Interactive.
El 17 de abril de 2012, se anunció que la Major League Gaming y CBS Interactive formarían una asociación junto a Twitch para ser la emisoras en línea en exclusiva de sus competiciones Pro Circuit, así como para la representación de su publicidad.
En diciembre de 2019, CBS Corporation, matriz de CBS Interactive se fusionó por segunda vez con su empresa hermana Viacom, formando ViacomCBS. 
En septiembre de 2020, CBS Interactive vendió CNET Networks a Red Ventures. La transacción se completó el 30 de octubre de 2020. Esto incluía CNET, GameFAQs, Giant Bomb, MetroLyrics y TV.com.
Después de la desinversión del CNET Media Group, CBS Interactive se disolvió después de una reestructuración y fue renombrada como ViacomCBS Streaming para acelerar las estrategias de transmisión directa al consumidor de ViacomCBS. 
El 4 de marzo de 2021, ViacomCBS Streaming cambió el nombre de CBS All Access a Paramount+, añadiendo contenido adicional y cambiando de marca al mismo tiempo.

## Propiedades
Algunas de las marcas a cargo de ViacomCBS Streaming incluyen: Paramount+ (América-plataforma vídeo bajo demanda), SkyShowtime (Europa-plataforma vídeo bajo demanda) Pluto TV, CBSN, CBS Sports HQ, ET Live, BET+ y Noggin, Last.fm, Max Preps.

## Antiguas propiedades
En su época de CBS Interactive, fue propietaria de varios sitios web, la mayoría vendidos a Red Ventures en 2020. Estos incluyen:
- BNET
- CNET: sitio web que publica opiniones, noticias, artículos, blogs, podcasting y videos sobre la tecnología y la electrónica de consumo a nivel mundial.
- Download.com: página web para el software libre
- TechRepublic: noticias, información, recursos y foros para profesionales del mundo de la tecnología de la información;
- ZDNet: noticias de tecnología, comentarios y videos para los profesionales de la tecnología y los negocios.
- GameFAQs: sitio web colaborativo con guías y foros sobre videojuegos.
- GameSpot: noticias, reseñas y guías de videojuegos.
- Giant Bomb: noticias, reseñas y guías sobre videojuegos
- onGamers: análisis de noticias y artículos sobre el mundo de los deportes electrónicos
- TVGuide.com
- Chowhound
- TV.com: sitio web dedicado a discusiones, guías de programación, críticas y vídeos sobre todo lo relacionado con la televisión
- Metacritic: sitio web de registro de reseñas de juegos, música, televisión y cine.
- Comic Vine: noticias, comentarios y foros sobre cómics.
- GameRankings: sitio web de registro de reseñas de juegos
- MetroLyrics: con letras de canciones, vídeos y noticias del mundo de la música
- UrbanBaby.[16]